# Slättemossa

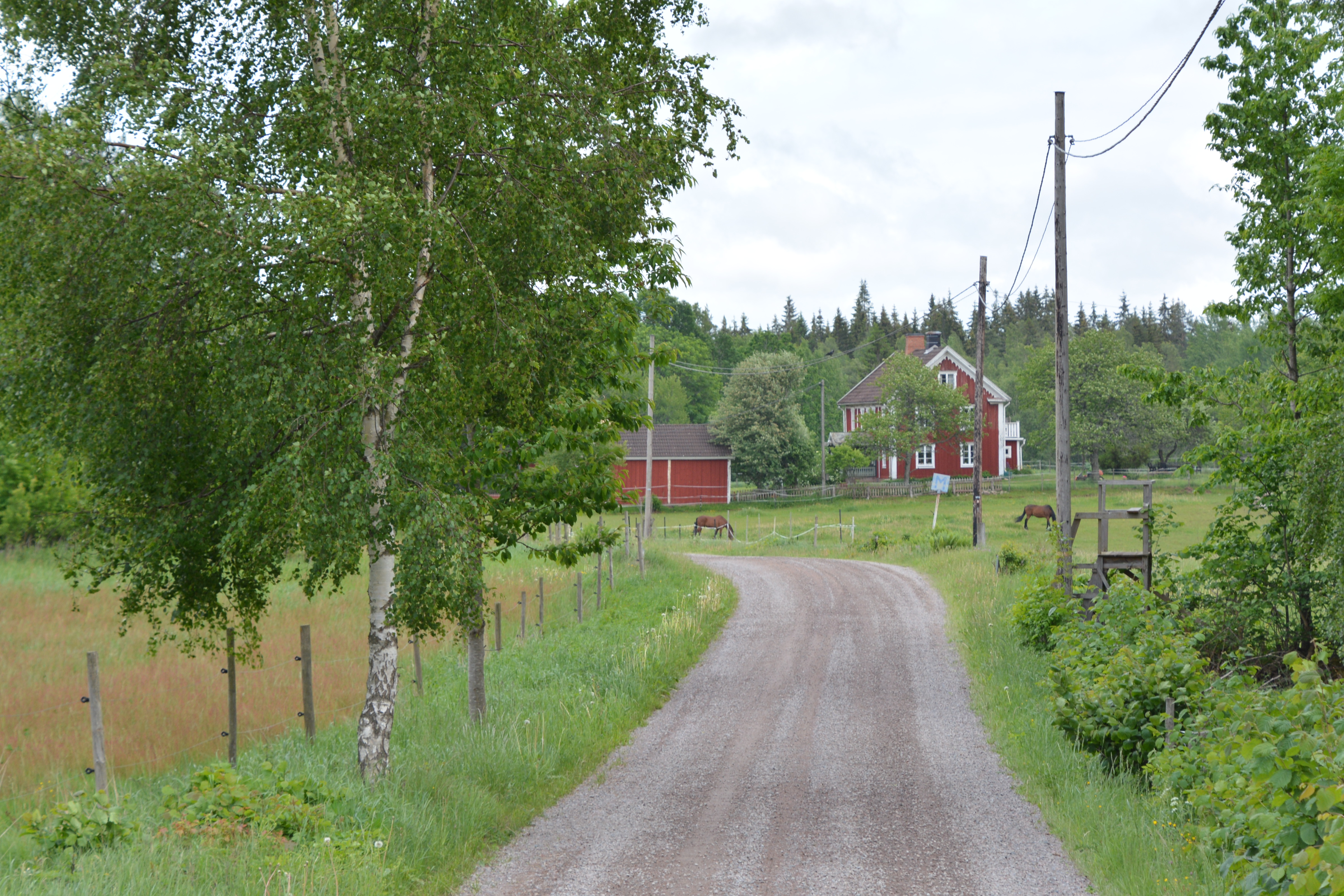
Hus i Slättemossa

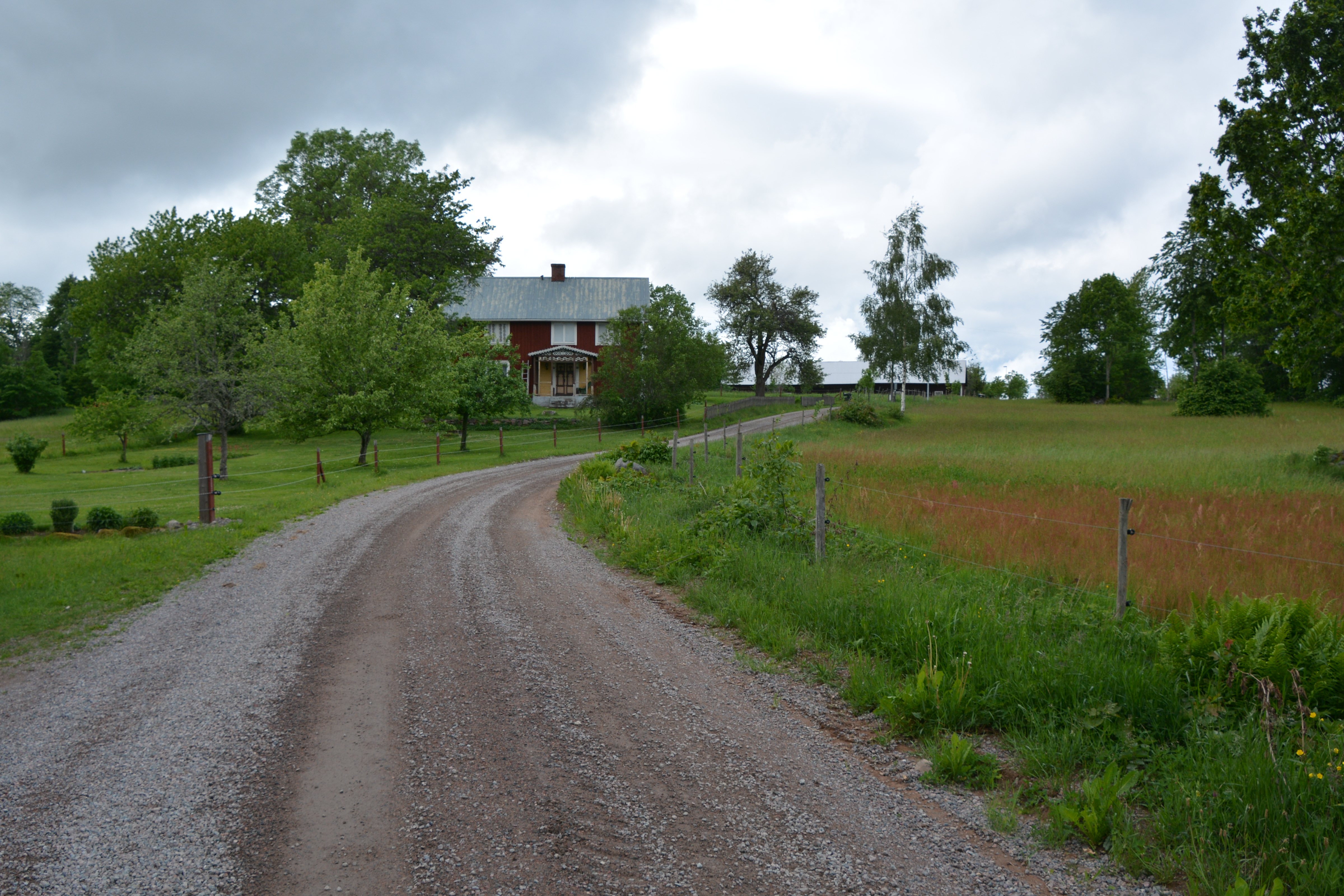
Hus i Slättemossa

Slättemossa är en by i Järeda socken i Hultsfreds kommun, precis utanför Järnforsen. Byn har unika välbevarade bondgårdar i klassisk småländsk byggnadsstil, och betraktas av länsstyrelsen som mycket högt kulturhistoriskt värdefulla. 
Slättemossa gränsar till, och utgör en sammanhängande del av, de fem byarna som varit mycket uppmärksammade för sina natur- och kulturvärden och dessutom föreslagna som kulturreservat. 
I Slättemossa finns en välbevarad varggrop (57°22′51.86″N 15°35′19.73″Ö / 57.3810722°N 15.5888139°Ö) och den enda kända lokaliserade förekomsten av klotbergart i Sverige, Klotbergartshällarna i Slättemossa.